# Giải vô địch bóng đá nữ U-17 châu Đại Dương 2016
Giải vô địch bóng đá nữ U-17 châu Đại Dương 2016 diễn ra tại Quần đảo Cook từ 13 tới 23 tháng 1 năm 2016 được tổ chức nhằm xác định đội tuyển của khu vực châu Đại Dương tham dự Giải vô địch bóng đá nữ U-17 thế giới 2016.

## Vòng bảng
Giờ địa phương là UTC-10.

### Bảng A
| VT | Đội                | ST | T | H | B | BT | BB | HS  | Đ | Giành quyền tham dự     |
| -- | ------------------ | -- | - | - | - | -- | -- | --- | - | ----------------------- |
| 1  | New Zealand        | 3  | 3 | 0 | 0 | 36 | 0  | +36 | 9 | Vòng đấu loại trực tiếp |
| 2  | Nouvelle-Calédonie | 3  | 2 | 0 | 1 | 10 | 12 | −2  | 6 | Vòng đấu loại trực tiếp |
| 3  | Tonga              | 3  | 1 | 0 | 2 | 4  | 19 | −15 | 3 |                         |
| 4  | Samoa              | 3  | 0 | 0 | 3 | 1  | 20 | −19 | 0 |                         |
| 5  | Quần đảo Solomon   | 0  | 0 | 0 | 0 | 0  | 0  | 0   | 0 | Bỏ cuộc                 |

| Nouvelle-Calédonie                                      | 5–0     | Tonga |
| ------------------------------------------------------- | ------- | ----- |
| Pahoa 3', 8' · Koindredi 71' · Lalie 79' · Ali Said 88' | Báo cáo |       |

| New Zealand                                                                                                | 11–0    | Samoa |
| --- | ------- | ----- |
| Blake 1', 81', 90+6' · Jillings 7' · Hand 12', 20', 65' · Tawharu 35' · ? 72' (l.n.) · Krystman 85', 90+4' | Báo cáo |       |

| Nouvelle-Calédonie | 0–12    | New Zealand |
| ------------------ | ------- | --- |
|                    | Báo cáo | Hand 29' · Jenkins 44', 45+2', 90+3' (ph.đ.) · Main 46' · Blake 49', 70', 71' · Jillings 52' · Foster 56' (ph.đ.) · Bunge 67' · Tawharu 90+5' |

| Samoa       | 1–4     | Tonga                                                   |
| ----------- | ------- | ------------------------------------------------------- |
| Aveau 45+1' | Báo cáo | Fifita 22' · Lutu 43' · Kafa 55' · Polovili 84' (ph.đ.) |

| Tonga | 0–13    | New Zealand                                                                                    |
| ----- | ------- | ---------------------------------------------------------------------------------------------- |
|       | Báo cáo | Blake 5', 15', 55' · Jenkins 12', 24', 28', 84' · Main 36', 43' · Tawharu 41', 45+2', 53', 77' |

| Samoa | 0–5     | Nouvelle-Calédonie                             |
| ----- | ------- | ---------------------------------------------- |
|       | Báo cáo | Takamatsu 10', 73' · Pahoa 16', 40' · Leme 57' |

### Bảng B
| VT | Đội               | ST | T | H | B | BT | BB | HS | Đ | Giành quyền tham dự     |
| -- | ----------------- | -- | - | - | - | -- | -- | -- | - | ----------------------- |
| 1  | Papua New Guinea  | 3  | 2 | 1 | 0 | 11 | 4  | +7 | 7 | Vòng đấu loại trực tiếp |
| 2  | Fiji              | 3  | 1 | 1 | 1 | 7  | 5  | +2 | 4 | Vòng đấu loại trực tiếp |
| 3  | Quần đảo Cook (H) | 3  | 1 | 0 | 2 | 6  | 6  | 0  | 3 |                         |
| 4  | Vanuatu           | 3  | 1 | 0 | 2 | 5  | 14 | −9 | 3 |                         |

| Quần đảo Cook | 0–3     | Fiji                                               |
| ------------- | ------- | -------------------------------------------------- |
|               | Báo cáo | Hussein 22' · Likuculacula 30' · Nasau 59' (ph.đ.) |

| Papua New Guinea                                       | 7–1     | Vanuatu            |
| ------------------------------------------------------ | ------- | ------------------ |
| Giada 1', 21', 43', 47' · Malara 11', 80' · Unamba 82' | Báo cáo | Gere 90+1' (ph.đ.) |

| Fiji                         | 2–3     | Vanuatu                           |
| ---------------------------- | ------- | --------------------------------- |
| Nasau 70' · Likuculacula 74' | Báo cáo | Gere 44' · Ngwele 48' · Simon 83' |

| Papua New Guinea | 2–1     | Quần đảo Cook |
| ---------------- | ------- | ------------- |
| Giada 39', 44'   | Báo cáo | Williams 10'  |

| Vanuatu    | 1–5     | Quần đảo Cook                                    |
| ---------- | ------- | ------------------------------------------------ |
| Coulon 84' | Báo cáo | Harmon 3', 17', 35' · Marurai 37' · Rongokea 46' |

| Fiji                     | 2–2     | Papua New Guinea       |
| ------------------------ | ------- | ---------------------- |
| ? 49' (l.n.) · Nasau 83' | Báo cáo | Giada 28' · Malara 65' |

## Vòng đấu loại trực tiếp
|  | Bán kết            | Bán kết          |               |   | Chung kết | Chung kết |
|  |                    |                  |               |   |           |           |
|  | 21 tháng 1         |                  |               |   |           |           |
|  |                    |                  |               |   |           |           |
|  | New Zealand        | 11               |               |   |           |           |
|  | New Zealand        | 11               | 23 tháng 1    |   |           |           |
|  | Fiji               | 0                |               |   |           |           |
|  | Fiji               | 0                | New Zealand   | 8 |           |           |
|  | 21 tháng 1         |                  | New Zealand   | 8 |           |           |
|  |                    | Papua New Guinea | 0             |   |           |           |
|  | Papua New Guinea   | Papua New Guinea | 0             | 2 |           |           |
|  | Papua New Guinea   |                  |               | 2 |           |           |
|  | Nouvelle-Calédonie | 1                |               |   |           |           |
|  | Nouvelle-Calédonie | 1                | Tranh hạng ba |   |           |           |
|  |                    |                  |               |   |           |           |
|  | 23 tháng 1         |                  |               |   |           |           |
|  |                    |                  |               |   |           |           |
|  | Fiji               | 3                |               |   |           |           |
|  | Fiji               | 3                |               |   |           |           |
|  | Nouvelle-Calédonie | 2                |               |   |           |           |

### Bán kết
| New Zealand                                                                                                 | 11–0    | Fiji |
| --- | ------- | ---- |
| Blake 7', 45' · Krystman 12' · ? 24' (l.n.) · Main 38', 45+7' · Hand 45+2', 82', 90+5' · Tawharu 76', 90+4' | Báo cáo |      |

| Papua New Guinea | 2–1     | Nouvelle-Calédonie |
| ---------------- | ------- | ------------------ |
| Kig 3', 90+5'    | Báo cáo | Pahoa 85' (ph.đ.)  |

### Tranh hạng ba
| Fiji                         | 3–2     | Nouvelle-Calédonie        |
| ---------------------------- | ------- | ------------------------- |
| Nasau 5', 35' · ? 74' (l.n.) | Báo cáo | Takamatsu 11' · Pahoa 88' |

### Chung kết
Đội thắng giành quyền dự Giải vô địch bóng đá nữ U-17 thế giới 2016.
| New Zealand                                                           | 8–0     | Papua New Guinea |
| --------------------------------------------------------------------- | ------- | ---------------- |
| Blake 26', 46', 90+1' · Hand 33', 51', 53' · Tawharu 62' · Foster 88' | Báo cáo |                  |